# Benshausen
Benshausen is een plaats en voormalige gemeente in de Duitse deelstaat Thüringen, en maakt deel uit van de Landkreis Schmalkalden-Meiningen.
Benshausen telt  inwoners.
Benshausen werd op 1 januari 2019 opgenomen in de gemeente Zella-Mehlis.